# Rhyothemis severini
Rhyothemis severini – gatunek ważki z rodziny ważkowatych (Libellulidae). Występuje na Tajwanie; stwierdzono ją także na japońskiej wyspie Amami Ōshima w archipelagu Riukiu.